# 利姆布迪
利姆布迪（Limbdi），是印度古吉拉特邦Surendranagar县的一个城镇。总人口40067（2001年）。

## 人口
该地2001年总人口40067人，其中男性20825人，女性19242人；0—6岁人口4869人，其中男2729人，女2140人；识字率70.40%，其中男性为78.13%，女性为62.04%。